# Vật lý Mặt Trời

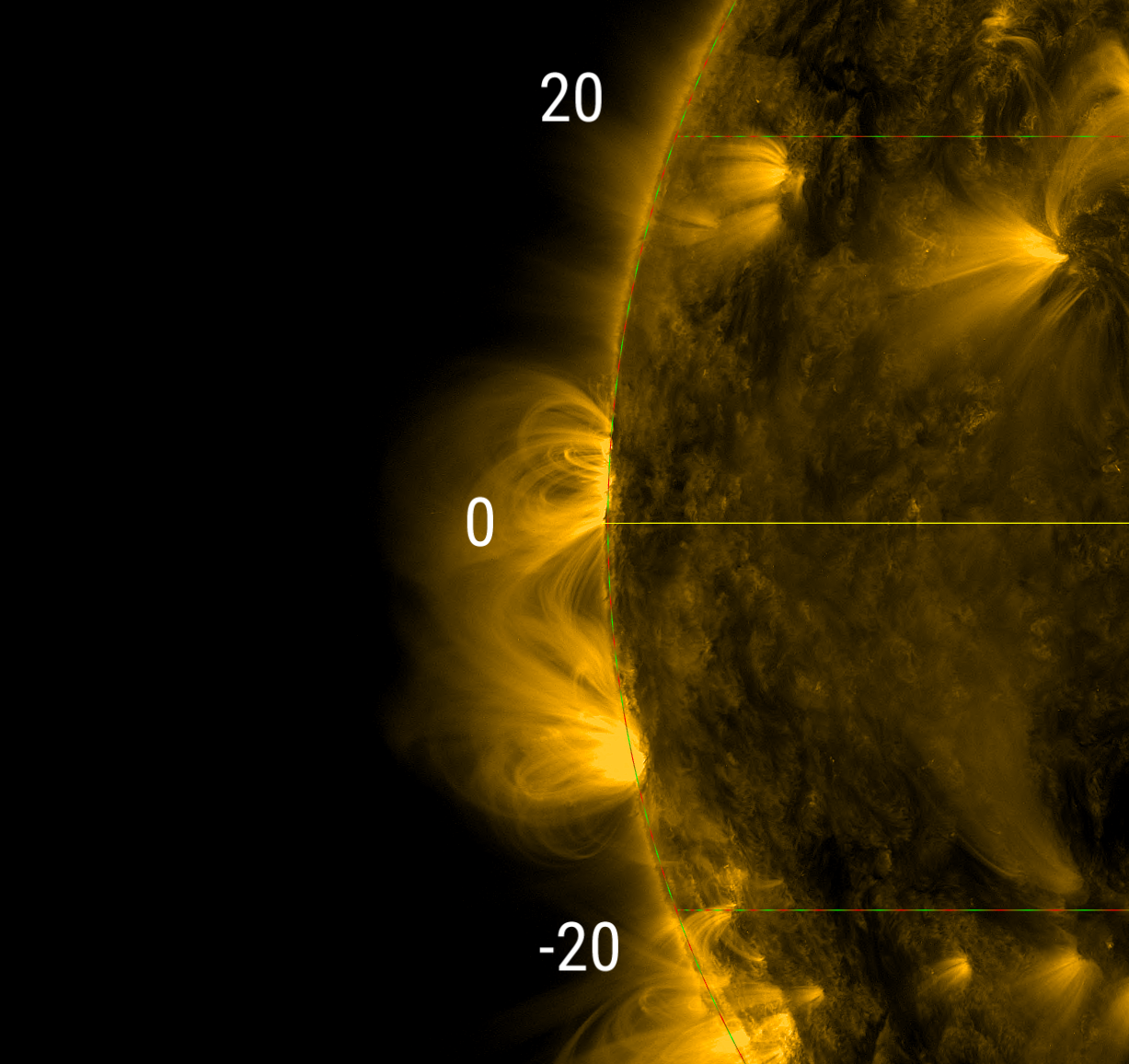
Vật lý Mặt Trời

Vật lý mặt trời là nhánh của vật lý thiên văn chuyên nghiên cứu về Mặt Trời. Nó liên quan đến các phép đo chi tiết chỉ có thể cho ngôi sao gần nhất của chúng ta. Nó giao cắt với nhiều lĩnh vực của tinh khiết vật lý, vật lý thiên văn và khoa học máy tính, trong đó có động lực học chất, vật lý plasma bao gồm từ thủy động lực học, địa chấn, vật lý hạt, vật lý nguyên tử, vật lý hạt nhân, sự tiến hóa sao, vật lý vũ trụ, quang phổ, chuyển bức xạ, áp dụng quang học, tín hiệu xử lý, tầm nhìn máy tính, vật lý tính toán, vật lý sao và thiên văn học mặt trời.
Do Mặt Trời nằm ở vị trí duy nhất để quan sát ở cự ly gần (các ngôi sao khác không thể được giải bằng bất cứ thứ gì như độ phân giải không gian hoặc thời gian mà Mặt Trời có thể), nên có sự phân chia giữa các môn vật lý thiên văn quan sát (của các ngôi sao ở xa) và vật lý Mặt Trời quan sát.
Nghiên cứu về vật lý mặt trời cũng rất quan trọng vì nó cung cấp một "phòng thí nghiệm vật lý" cho nghiên cứu vật lý plasma.

## Lịch sử

### Thời cổ đại
Người Babylon đang giữ một hồ sơ về nhật thực, với kỷ lục lâu đời nhất có nguồn gốc từ thành phố cổ Ugarit, ở Syria ngày nay. Hồ sơ này có niên đại khoảng 1300 TCN. Các nhà thiên văn học Trung Quốc cổ đại cũng đang quan sát các hiện tượng mặt trời (như nhật thực và các vết đen mặt trời có thể nhìn thấy) với mục đích theo dõi lịch, dựa trên chu kỳ mặt trăng và mặt trời. Thật không may, hồ sơ lưu trước 720 TCN rất mơ hồ và không cung cấp thông tin hữu ích. Tuy nhiên, sau năm 720 TCN, 37 lần nhật thực đã được ghi nhận trong suốt 240 năm.

### Thời trung cổ
Kiến thức thiên văn phát triển mạnh trong thế giới Hồi giáo trong thời trung cổ. Nhiều đài quan sát được xây dựng tại các thành phố từ Damascus đến Baghdad, nơi thực hiện các quan sát thiên văn chi tiết. Đặc biệt, một vài thông số mặt trời đã được đo và quan sát chi tiết về Mặt trời đã được thực hiện. Các quan sát năng lượng mặt trời được thực hiện với mục đích điều hướng, nhưng chủ yếu là để chấm công. Hồi giáo yêu cầu các tín đồ của mình cầu nguyện năm lần một ngày, tại vị trí cụ thể của Mặt trời trên bầu trời. Như vậy, cần phải quan sát chính xác Mặt Trời và quỹ đạo của nó trên bầu trời. Vào cuối thế kỷ thứ 10, nhà thiên văn học người Iran Abu-Mahmud Khojandi đã xây dựng một đài quan sát khổng lồ gần Tehran. Ở đó, anh ta đã thực hiện các phép đo chính xác của một loạt các đường kinh tuyến của Mặt trời, mà sau này anh ta đã sử dụng để tính toán độ xiên của hoàng đạo. Sau sự sụp đổ của Đế chế La Mã phương Tây, Tây Âu đã bị cắt khỏi tất cả các nguồn kiến thức khoa học cổ đại, đặc biệt là những nguồn viết bằng tiếng Hy Lạp. Điều này, cộng với việc phi đô thị hóa và các bệnh như Cái chết đen dẫn đến sự suy giảm kiến thức khoa học ở Châu Âu thời trung cổ, đặc biệt là vào đầu thời Trung cổ. Trong thời kỳ này, các quan sát về Mặt Trời đã được thực hiện hoặc liên quan đến cung hoàng đạo, hoặc để hỗ trợ xây dựng những nơi thờ cúng như nhà thờ và thánh đường.

### Thời kỳ Phục hưng
Trong thiên văn học, thời kỳ phục hưng bắt đầu với công trình của Nicolaus Copernicus. Ông đề xuất rằng các hành tinh xoay quanh Mặt trời chứ không phải quanh Trái Đất, mà được tin vào thời điểm đó. Mô hình này được gọi là mô hình nhật tâm. Công việc của ông sau đó đã được Johannes Kepler và Galileo Galilei mở rộng thêm. Đặc biệt, Galilei đã sử dụng kính viễn vọng mới của mình để nhìn vào Mặt Trời. Năm 1610, ông phát hiện ra những vết đen trên bề mặt của nó. Vào mùa thu năm 1611, Johannes Fabricius đã viết cuốn sách đầu tiên về vết đen mặt trời, De Maculis in Sole Observatis ("Về các điểm được quan sát trong Mặt Trời").

### Thời hiện đại
Vật lý mặt trời hiện đại ngày nay tập trung vào việc tìm hiểu nhiều hiện tượng quan sát được với sự trợ giúp của kính viễn vọng và vệ tinh hiện đại. Quan tâm đặc biệt là cấu trúc của quang quyển mặt trời, vấn đề nhiệt vành và vết đen mặt trời.